# Megali Idea

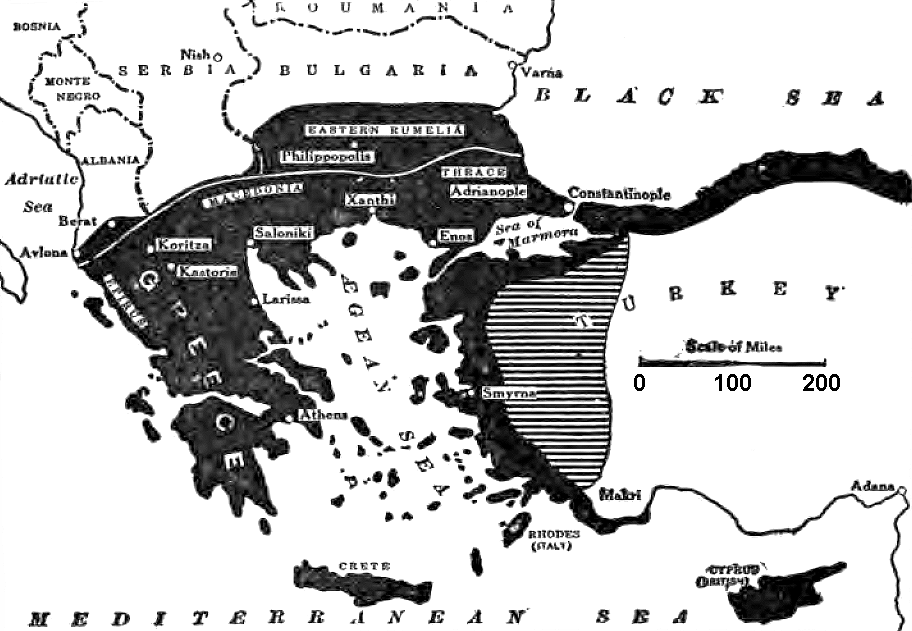
Megali Idea – Roszczenia terytorialne Grecji przedstawione na paryskiej konferencji pokojowej (1919) przez Elefteriosa Wenizelosa

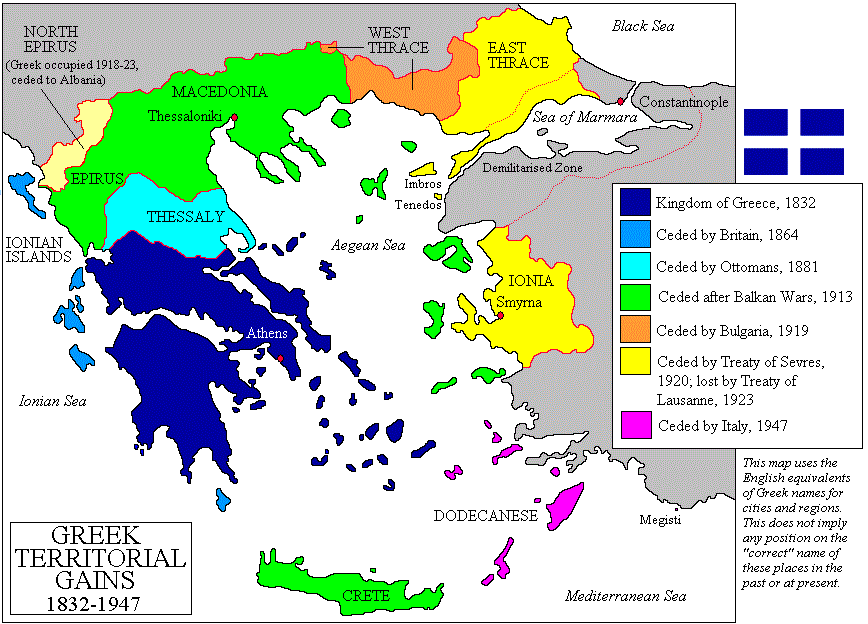
Zmiany terytorium Grecji od 1832 do 1947, kolor cytrynowy – nabytki Grecji według traktatu w Sèvres 1920, anulowane traktatem w Lozannie 1923

Megali Idea (gr. Μεγάλη Ιδέα, „Wielka Idea”) – grecka ideologia narodowa postulująca utworzenie wielkiej Grecji na terenach zamieszkiwanych przez Greków.
W greckim życiu politycznym pojawiła się w 1844 roku, a jej zasady wyłożył na posiedzeniu parlamentu Joannis Kolettis. Przez resztę XIX wieku i do połowy XX wieku niezmiennie wpływała na politykę kolejnych rządów greckich, których celem było przyłączenie ziem zamieszkiwanych przez Greków, kosztem Imperium Osmańskiego. Grecja po pokoju z 1832 r. obejmowała zaledwie Półwysep Peloponeski i część Attyki z wyspą Eubeą. Poza jej obrębem znajdowały się: wyspy na Morzu Egejskim, Tessalia, Epir, Macedonia, Tracja, Kreta. Obiektem aspiracji greckich były też tereny w Azji Mniejszej: Konstantynopol, Jonia, Pont oraz wyspa Cypr. Ideolodzy Wielkiej Idei odwoływali się do ziem od starożytności, aż po współczesność, zamieszkiwanych przez Greków. Zamierzenia, które ówcześni greccy politycy traktowali pragmatycznie i raczej jako karty przetargowe niż racjonalne oczekiwania.

Wiek XIX zrodził wiele ruchów i idei, których źródłem był nacjonalizm określonej grupy etnicznej, a Megali Idea była jedną z nich.

## Wpływ Wielkiej Idei do 1922 roku
Megali Idea skonsolidowała Greków wokół najważniejszego celu, czyli przyłączenia do kraju ziem pozostających pod władzą Imperium Osmańskiego. Młode państwo zyskało w Europie wielką sympatię jako kolebka cywilizacji europejskiej, dzięki czemu miało za sobą sympatię mocarstw w zmaganiach z Turkami. Konfrontacyjna polityka wszystkich stron doprowadziła do sporów narodowościowych, a w ich wyniku także terytorialnych, pomiędzy słabnącym sułtanatem a jego sąsiadami oraz pomiędzy poszczególnymi, emancypującymi się narodowościami tureckiego państwa. Osłabianiu Turcji sprzyjały też wojny prawosławnej Rosji z Turcją (zob. wojny rosyjsko-tureckie). Dzięki temu w 1864 do Grecji zostały przyłączone Wyspy Jońskie, a w 1881 Tessalia i Epir. Gdy w 1896 wybuchło powstanie na Krecie, zagroziło mu szybkie stłumienie i represje. Grecja udzieliła wtedy powstańcom pomocy, za co Turcja wypowiedziała Grecji wojnę w 1897 r., z łatwością wygraną przez dwakroć liczniejsze wojska sułtana. Od zupełnej klęski uratowało Greków jedynie wstawiennictwo mocarstw zachodnich. Z kolei na Krecie, gdzie połączone siły Grecji i powstańców przeważały, by wstrzymać walki, wprowadzono międzynarodowe siły pokojowe, złożone z floty i oddziałów lądowych wojsk państw zachodnich. Turcji przyznano bardzo wysokie reparacje wojenne, faktyczną kontrybucję. W zamian jednak Turcja zmuszona została przez Wielką Brytanię i Francję do uznania autonomii wyspy Krety. Grecja, na pokrycie kontrybucji, dokonała wtedy bardzo wysokiego, jak na swe możliwości płatnicze, zadłużenia zagranicznego. Długi te Grecy spłacali następnie przez wiele dziesięcioleci.
W XX wieku, dzięki sukcesom militarnym i politycznym w wojnach bałkańskich, Grecy włączyli do swego państwa szereg wysp oraz Macedonię, kosztem Imperium Osmańskiego. Następnie stoczyli jeszcze o nią krwawą wojnę, także z Bułgarią, najpierw jako strona zaatakowana, ale następnie przechodząc do ofensywy i przejmując jeszcze od Bułgarii Trację Zachodnią, także należącą poprzednio do Turcji.
W czasie I wojny światowej, choć oba kraje walczyły w przeciwnych obozach, nie dochodziło do bezpośrednich starć wojskowych pomiędzy Grecją a Turcją. Przegrana bloku Państw Centralnych, w tym Imperium Osmańskiego rozbudziła nadzieję Greków na wyzwolenie będących częścią Turcji kontynentalnej: Jonii, Pontu oraz Konstantynopola (Stambułu), który w planach ideologów Wielkiej Idei miał być stolicą odrodzonej państwowości bizantyjskiej.

## Działania wojenne 1922 roku i koniec Wielkiej Idei
Od 1913 roku gwałtownie pogorszyła się sytuacja prawosławnych chrześcijan oraz Żydów. Ocenia się, że w pogromach oraz w tzw. marszach śmierci, w latach 1913–1923, utraciło życie około miliona ludności cywilnej, jeszcze oprócz ludobójstwa w Armenii. M.in. wymordowano co najmniej 360 tysięcy Greków Pontyjskich (czyli 40% populacji tego narodu). Raport British Inteligence Services z roku 1918 wskazywał na wypędzenie z domów, w samej tylko Anatolii i Tracji Wschodniej, około 1,5 mln osób, z których znaczna część została zamordowana lub zmarła wskutek strasznych warunków bytowych. Na konferencji w Paryżu, premier Grecji informował o zamordowaniu już ok. 300 tysięcy Greków i przepędzeniu dalszych 450 do Grecji. Dla ochrony chrześcijan oraz z upoważnienia państw Ententy Grecja zajęła wtedy, w 1919 r., część Tracji Wschodniej oraz okręg Smyrny (Izmiru), o którego przyszłości zadecydować miało referendum. Turcja nie uznała tych zmian, wywołując lokalne starcia i wzmacniając siłę militarną. Towarzyszyły temu dalsze pogromy chrześcijan, a w Poncie także ludobójstwo. Stało się jasne, że musi nastąpić decydujące starcie militarne. Ryzykowne dla Turcji, gdyż jej armia, jak się okazało, nie dorównywała greckiej, lecz ryzykowne także dla Grecji, gdyż już bez poparcia mocarstw, nawet z ich rosnącą nieprzychylnością i zakazem zajmowania przez Greków Konstantynopola. Wybuchła wtedy wojna grecko-turecka (1919–1922).
Tragicznie dla Wielkiej Idei, nie tylko sytuacja międzynarodowa uległa zmianie, ale też, w demokratycznych wyborach, utracił wtedy władzę wybitny grecki przywódca – Elefterios Wenizelos, autor większości dotychczasowych sukcesów Greków. Przeprowadzono wtedy czystki w armii i podjęto decyzję przejęcia inicjatywy na drodze rozstrzygnięć czysto militarnych. W zaciekłych walkach grecka armia najpierw odepchnęła armię turecką od Konstantynopola. Samego miasta wciąż jednak nie pozwalały Grecji zająć mocarstwa, nawet wtedy, gdy stacjonowała już na Bosforze grecka flota. Ponadto nie udało się Grekom rozbić tureckiej armii, a tylko zmuszono ją do odwrotu. Zrodził się wtedy niedostatecznie przygotowany plan ofensywy w głąb Anatolii, dla szybkiego zajęcia i zniszczenia okręgu Ankary, czyli zaplecza przemysłowego tureckiej armii. Chodziło też o kartę przetargową – rozległe i ważne dla Turcji terytoria, które można byłoby następnie wymienić na okręg Konstantynopola, najważniejszy w całej Wielkiej Idei.
W 1922 roku rozgorzały ciężkie walki, w Grecji określane dziś jako katastrofa małoazjatycka. Najpierw Grecy odnieśli jeszcze serię błyskotliwych zwycięstw, długim pochodem docierając aż w pobliże Ankary. Nie zdołali jednak skutecznie zabezpieczyć coraz dłuższych dróg zaopatrzenia przed atakami tureckiej partyzantki. Nadto Turcja zapewniła sobie znaczącą pomoc w materiale wojennym od ZSRR i także od niektórych państw Zachodu. Toteż Turcja odrzuciła sugestie negocjacji, a następnie Grecy ponieśli druzgocące klęski. Greckie wojsko musiało opuścić Azję Mniejszą, a na zajmowanych terenach armia turecka, wspierana dziesiątkami tysięcy ochotników, niezwłocznie przystępowała do pogromów i rzezi prawosławnej i żydowskiej ludności, czego kulminacyjnym momentem stało się zniszczenie Smyrny – zdaniem Greków, największego ówcześnie greckiego miasta na świecie. Około 100 tysięcy jej ludności (Greków, Ormian i Żydów) wymordowano, przy czym większość Ormian żywcem spalono w ich domach, Greków prawosławnych i Żydów albo mordując, albo wypędzając z miasta. W następnych dniach po pożarze, przy pomocy dynamitu wysadzano jeszcze planowo liczne obiekty, architektonicznie kojarzone z greckością lub z prawosławiem.
Odpowiedzialny za klęskę grecki rząd upadł, a do władzy powrócił Elefterios Wenizelos.
Grecy ponownie zdołali zorganizować silną armię, obsadzając nią, w celu obronnym, granice Tracji. Ponieważ obu stronom zarzucono popełnianie przestępstw przeciw ludności cywilnej (Grecy – w przypadku miejscowości, domyślnie wspierających partyzantkę), strona grecka postanowiła rozliczyć swych winnych. Osądzono wtedy tych spośród polityków, których oskarżano o decyzje wysoce nieetyczne oraz tych oficerów, na których ciążyły konkretne zarzuty zabójstw. Szybko zapadły i zostały wykonane wyroki śmierci.
Mocarstwa okazały się jednak nieprzychylne idei dalszego wzmacniania Grecji. Uznano, że na Bosforze korzystniejsza będzie dla Zachodu zawsze słaba – jak się wtedy wydawało – Turcja. Toteż Trację Wschodnią Grecy także musieli opuścić. Nowe granice państw określił traktat w Lozannie, a w wymianie ludności pomiędzy państwami bałkańskimi około 1 mln 600 tysięcy Greków musiało przenieść się do Grecji, w szczególności ok. 1350 tys. Greków emigrowało wtedy z Turcji, podczas gdy Grecję opuściło około 350 tysięcy muzułmanów. Wymiana ta, z pewnymi wyjątkami, odbywała się z udziałem pracowników misji Ligi Narodów. Jednocześnie przeprowadzono podobną wymianę ludności między Grecją i Bułgarią oraz pomiędzy Turcją i Bułgarią, z udziałem tejże misji Ligi Narodów. Sprawozdania z działalności misji Ligi Narodów informują, że z Grecji przeniosło się przy jej pomocy do Bułgarii 146 tysięcy Słowian, a 35 tysięcy Greków przybyło z Bułgarii. Wymiana ludności, sfinalizowana w latach 1923–1930, powszechnie uznawana jest w Grecji za koniec Wielkiej Idei.

## Idea „Enosis” naCyprze
W 1955 Grecy cypryjscy dążyli do przyłączenia wyspy do Grecji. Jednak mówiono wtedy raczej już tylko o idei „Enosis” (gr. Ένωσις, „Zjednoczenie”), niż o Wielkiej Idei, czyli odbudowie państwowości bizantyńskiej. Cypryjczycy greckojęzyczni, stanowiący wtedy około 85% ludności wyspy, rozpoczęli politykę nieposłuszeństwa wobec Wielkiej Brytanii. Greckie kroki doprowadziły do walk na wyspie. Brytyjczycy uciekli się wtedy do sprowokowania i międzynarodowego zaakcentowania waśni etnicznych. W tym celu posłużyli się faworyzowaną ekonomicznie i administracyjnie tureckojęzyczną mniejszością Cypryjczyków. Napięcie stosunków między Grecją i Turcją owocowało pogromem stambulskim. W 1974 rząd Grecji zainspirował zamach stanu na Cyprze skierowany przeciw Makariosowi III z intencją likwidacji panującego na wyspie ustroju demokratycznego oraz włączenia Cypru w skład Grecji. Wywołało to interwencję wojskową Turcji, okupację wojskową północnej części wyspy, utworzenie tzw. Tureckiej Republiki Cypru Północnego, nie uznanej jednak międzynarodowo przez żadne państwo, poza Turcją. Konsekwencją nieudanej aneksji Cypru był upadek dyktatury wojskowej w Grecji i trwający do dziś faktyczny podział Cypru. W jego wyniku nastąpiło pełne uzależnienie gospodarcze północnej części wyspy od Turcji oraz zasiedlenie jej tysiącami tureckich osadników cywilnych, policyjnych i wojskowych, przybyłych tu z kontynentu i jak się okazało – kulturowo obcych Turko-Cypryjczykom. Jednocześnie wystąpiło zjawisko emigracji większej części młodych Turko-Cypryjczyków, z tak podzielonej wyspy.